# Paul Bravo
Paul Bravo (Campbell (Califórnia), 19 de junho de 1968) é um ex-futebolista profissional estadunidense que atuava como meia.

## Carreira
Paul Bravo se profissionalizou no San Francisco Bay Blackhawks, em 1991.

## Seleção
Paul Bravo integrou a Seleção Estadunidense de Futebol na Copa das Confederações de 1999.